# Gronausaurus
Gronausaurus ist eine Gattung der Plesiosaurier (Plesiosauria). Die etwa 3 m langen Vertreter ihrer einzigen Art, Gronausaurus wegneri, lebten in der frühen Unterkreide (139,3 mya) im niedersächsischen Becken. Das Fossilmaterial, auf dem die Gattung basiert, stammt aus der Bückeberg-Formation im Nordwesten Deutschlands, wo es 1910 in einer Ziegelgrube gefunden wurde. Die Gattung wurde 2013 von Oliver Hampe erstbeschrieben und auf Basis einer phylogenetischen Analyse der Skelettelemente in die Leptocleididae gestellt.

## Merkmale
Gronausaurus wegneri war ein relativ kleiner Plesiosaurier von rund 3 m Länge. Sein Skelett zeichnet sich durch mehrere diagnostische Merkmale aus. So enden die Seiten des Parasphenoid kurz vor den Knollen an der Unterseite der Augenhöhlen. Die Wirbelkörper der Art sind leicht procoel, also vorderseitig konkav und hinterseitig konvex. Der zweite bis vierte Brustwirbel und die vorderen Rückenwirbel weisen unterhalb der seitlichen Wirbelfortsätze Fossae auf. Sie dienten wahrscheinlich als Stabilisation gegen die Zugbewegungen der Musculi rotatores et levatores. Der Oberarmknochen weist an seinem distalen Ende eine Kontaktstelle für einen dritten Unterarmknochen auf, insgesamt sind alle epipodialen (also zu Unterarm und Schienbein gehörigen) Elemente länger als breit.

## Fossilmaterial, Verbreitung und Stratigraphie
Das einzige fossile Exemplar der Gattung Gronausaurus, ein teilweise erhaltenes Skelett mit Schädelfragmenten, Wirbeln, Rippenstücken und Teilen des Schwimmapparates, wurde 1912 in einer Ziegelgrube bei Gronau gefunden. Die Lokalität war in der frühen Kreidezeit Teil der nordwestlichen Tethys und lag in einem flachen Schelfmeer. Heute ist sie Teil der Bückeberg-Formation, das Alter der Fundschicht wird auf das ausgehende Berriasium (139,3 mya) datiert.

## Ökologie
In der gleichen Lokalität wie Gronausaurus wurden verschiedene Haigattungen (Hybodus, Egertonodus, Lonchidion, Lissodus), der Bogenflosser Caturus, der Knochenfisch Lepidotes, die Pycnodontiformen Coelodus und Sphaerodus sowie die Pholidophoriformen Ionoscopus und Callopterus gefunden. Daneben sind auch die Schildkröte Desmemys bertelsmanni, der Dinosaurier Hylaeosaurus und ein Krokodilzahn überliefert. Das Vorkommen von Corbula-Muscheln in der Fuschschicht deutet auf ein brackiges Milieu hin.

## Systematik
Das 1912 gefundene Skelett erregte zunächst wenig Aufmerksamkeit unter Paläontologen. Theodor Wegner untersuchte das Skelett und bemerkte 1914 flüchtig, dass das Fossil deutliche Unterschiede zum gleichzeitig in Gronau gefundenen Brancasaurus aufweise, ging darauf jedoch nicht näher ein. Paul Siegfried stellte es 1961 in einer Untersuchung zum ebenfalls 1912 in Gronau gefundenen Brancasaurus, in der Folge verblieb es unter der Inventarnummer GMM-A3B.2 im Geomuseum Münster. Erst Anfang des 21. Jahrhunderts ließ Oliver Hampe die Fossilien ins Naturkundemuseum Berlin bringen und unterzog sie dort einer Revision. Er erkannte zwar eine Ähnlichkeit des Exemplars zu Brancasaurus, betonte aber, dass es die Unterschiede im Skelett nötig machten, das untersuchte Stück in eine eigene Gattung zu stellen. Er errichtete die Gattung Gronausaurus mit der Art Gronausaurus wegneri für die Fossilien. Der Gattungsname bedeutet „Gronauechse“ und bezieht sich auf den Fundort, der Artname ehrt Theodor Wegner.
Eine phylogenetische Analyse, die Hampe vornahm, wies Gronausaurus als Schwestertaxon von Brancasaurus aus und verortete beide innerhalb der Leptocleididae. Demnach entstammen die Gattungen einer spätjurassischen Radiation der Cryptoclidia.